# Gruppen-C*-Algebra
Gruppen-C*-Algebren werden in den mathematischen Teilgebieten der harmonischen Analyse und Funktionalanalysis untersucht. Einer lokalkompakten Gruppe wird in natürlicher Weise eine C*-Algebra zugeordnet, so dass diese die Darstellungstheorie der Gruppe enthält.

## Unitäre Darstellungen lokalkompakter Gruppen

### Definition
Für einen Hilbertraum {\displaystyle H} bezeichne {\displaystyle B(H)} die C*-Algebra der beschränkten linearen Operatoren auf {\displaystyle H} und {\displaystyle U(H)\subset B(H)} die multiplikative Gruppe der unitären Operatoren.
Es sei {\displaystyle G} eine lokalkompakte Gruppe. Eine unitäre Darstellung von {\displaystyle G} auf einem Hilbertraum {\displaystyle H} ist ein Homomorphismus {\displaystyle u:G\rightarrow U(H)}, der bezüglich der schwachen Operatortopologie stetig ist.

### Die linksreguläre Darstellung
Um eine erfolgreiche Theorie unitärer Darstellungen aufbauen zu können, muss es genügend viele solcher Darstellungen geben, um die Gruppe treu, das heißt injektiv, darstellen zu können. Das wird durch die linksreguläre Darstellung geleistet. Zu einer lokalkompakten Gruppe {\displaystyle G} gibt es bekanntlich ein links-Haarmaß {\displaystyle \mu }. Daher kann man den Hilbertraum {\displaystyle L^{2}(G,\mu )} konstruieren, den man unter Auslassung des Haarschen Maßes kurz als {\displaystyle L^{2}(G)} schreibt. Für jedes {\displaystyle s\in G} sei nun {\displaystyle U_{s}:L^{2}(G)\rightarrow L^{2}(G)} durch {\displaystyle U_{s}f(t)\,=\,f(s^{-1}t)} definiert, wobei {\displaystyle f\in L^{2}(G)} und {\displaystyle t\in G} seien.
Aus der Linksinvarianz des Haarschen Maßes folgt, dass die {\displaystyle U_{s}} unitäre Operatoren sind. Man zeigt, dass {\displaystyle \lambda :G\rightarrow U(L^{2}(G)),\lambda (s):=U_{s}} eine unitäre Darstellung ist; dies ist die sogenannte linksreguläre Darstellung.
Bemerkung: Würde man in der Formel {\displaystyle U_{s}f(t)=f(s^{-1}t)} das {\displaystyle s^{-1}} auf der rechten Seite durch {\displaystyle s} ersetzen, so erhielte man immer noch unitäre Operatoren, aber {\displaystyle \lambda } wäre kein Homomorphismus, man hätte in „falscher Reihenfolge“ {\displaystyle \lambda (s_{1}s_{2})=\lambda (s_{2})\lambda (s_{1})}. Die Verwendung von {\displaystyle s^{-1}} in obiger Formel bringt die Reihenfolge in Ordnung.

## Die Gruppenalgebra
Wie in der algebraischen Darstellungstheorie werden die Gruppendarstellungen auf Darstellungen zugehöriger Algebren ausgedehnt, weil Darstellungen von Algebren leichter zu handhaben sind.
Zur lokalkompakten Gruppe {\displaystyle G} mit links-Haarschem Maß {\displaystyle \mu } betrachtet man den {\displaystyle \mathbb {C} }-Banachraum {\displaystyle L^{1}(G)=L^{1}(G,\mu )}. Für {\displaystyle f,g\in L^{1}(G)} definiert man {\displaystyle f\star g} und {\displaystyle f^{*}} durch die Formeln
- {\displaystyle (f\star g)(t)\,=\,\int _{G}f(s)g(s^{-1}t)\,\mathrm {d} \mu (s)},
- {\displaystyle f^{*}(t)\,=\,\Delta (t)^{-1}{\overline {f(t^{-1})}}},

wobei der Querstrich für die komplexe Konjugation steht und {\displaystyle \Delta } die modulare Funktion von {\displaystyle G} ist. Man zeigt, dass {\displaystyle f\star g}, die sogenannte Faltung aus {\displaystyle f} und {\displaystyle g}, fast überall definiert ist, und dass {\displaystyle L^{1}(G)} mit der Faltung als Produkt und der Involution {\displaystyle f\mapsto f^{*}} eine Banach-*-Algebra mit Approximation der Eins ist.
Zu jeder unitären Darstellung {\displaystyle u:G\rightarrow U(H)} der Gruppe konstruiert man 
eine Darstellung {\displaystyle \pi \colon L^{1}(G)\rightarrow B(H)}, wobei {\displaystyle \pi (f),\,f\in L^{1}(G)} durch folgende Formel definiert wird:
{\displaystyle \langle \pi (f)\xi ,\eta \rangle :=\int _{G}\langle u(s)\xi |\eta \rangle f(s)\mathrm {d} \mu (s),\quad \quad \xi ,\eta \in H}.
Man kann zeigen, dass die so definierte Darstellung {\displaystyle \pi } eine nicht-degenerierte Hilbertraum-Darstellung ist, die auch mit der Involution verträglich ist, das heißt, es gilt {\displaystyle \pi (f^{*})=\pi (f)^{*}} für alle {\displaystyle L^{1}}-Funktionen {\displaystyle f}, wobei der * auf der rechten Seite die Involution in der C*-Algebra {\displaystyle B(H)} ist.
Ist umgekehrt {\displaystyle \pi \colon L^{1}(G)\rightarrow B(H)} eine nicht-degenerierte *-Darstellung, so gibt es genau eine unitäre Darstellung {\displaystyle u\colon G\rightarrow U(H)}, so dass sich {\displaystyle \pi } gemäß obiger Konstruktion aus {\displaystyle u} ergibt. Daher ist die Darstellungstheorie von {\displaystyle G} äquivalent zu derjenigen von {\displaystyle L^{1}(G)}.

## Die Gruppen-C*-Algebra

### Definition
Es sei {\displaystyle \pi _{u}:L^{1}(G)\rightarrow B(H_{u})} die universelle Darstellung von {\displaystyle L^{1}(G)}.
Die Gruppen-C*-Algebra {\displaystyle C^{*}(G)} einer lokalkompakten Gruppe {\displaystyle G} ist als der Normabschluss von {\displaystyle \pi _{u}(L^{1}(G))} in {\displaystyle B(H_{u})} definiert. 
Ist also {\displaystyle \pi :L^{1}(G)\rightarrow B(H)} irgendeine nicht-degenerierte *-Darstellung, so gibt es nach Konstruktion einen surjektiven Homomorphismus {\displaystyle \psi :C^{*}(G)\rightarrow {\overline {\pi (L^{1}(G))}}}, wobei der Querstrich für den Normabschluss in {\displaystyle B(H)} steht.

### Der kommutative Fall
Ist beispielsweise {\displaystyle G} kommutativ und {\displaystyle {\hat {G}}} die Dualgruppe, so definiert jedes {\displaystyle s\in G} via Pontrjagin-Dualität einen Homomorphismus {\displaystyle {\hat {s}}:{\hat {G}}\rightarrow \mathbb {C} ,\,\chi \mapsto \chi (s)}. Der durch {\displaystyle {\hat {s}}} definierte Multiplikationsoperator {\displaystyle M_{\hat {s}}} auf {\displaystyle L^{2}({\hat {G}})} ist unitär, da {\displaystyle {\hat {s}}} nur Werte vom Betrag 1 annimmt. Man erhält daher eine unitäre Darstellung {\displaystyle s\mapsto M_{\hat {s}}}, was zu einer nicht-degenerierten *-Darstellung {\displaystyle \pi :L^{1}(G)\rightarrow B(L^{2}({\hat {G}}))} führt, deren Normabschluss isomorph zur C*-Algebra {\displaystyle C_{0}({\hat {G}})} der im Unendlichen verschwindenden stetigen Funktionen {\displaystyle {\hat {G}}\rightarrow \mathbb {C} } ist. Nach obiger Konstruktion erhält man also einen surjektiven Homomorphismus {\displaystyle C^{*}(G)\rightarrow C_{0}({\hat {G}})}, von dem man zeigen kann, dass er sogar ein Isomorphismus ist; man hat also die Formel {\displaystyle C^{*}(G)\cong C_{0}({\hat {G}})}.
Im Allgemeinen liegen nicht so einfache Verhältnisse vor, was auch daran liegt, dass der Hilbertraum der universellen Darstellung unzugänglich ist.

## Die reduzierte Gruppen-C*-Algebra
Um den mit der universellen Darstellung verbundenen Schwierigkeiten aus dem Wege zu gehen, liegt es nahe, die linksreguläre Darstellung {\displaystyle \lambda :G\rightarrow U(L^{2}(G))} zu betrachten, denn dann hat man es nur mit dem Hilbertraum {\displaystyle L^{2}(G)} zu tun.
Die zugehörige Darstellung {\displaystyle \pi :L^{1}(G)\rightarrow B(L^{2}(G))} ist nichts weiter als die Faltung: {\displaystyle \pi (f)g=f\star g}, wobei {\displaystyle f\in L^{1}(G)} und {\displaystyle g\in L^{2}(G)}.
Den Normabschluss von {\displaystyle \pi (L^{1}(G))} in {\displaystyle B(L^{2}(G))} nennt man die reduzierte Gruppen-C*-Algebra und bezeichnet diese mit {\displaystyle C_{r}^{*}(G)}.
Nach oben vorgestellter Konstruktion setzt sich die linksreguläre Darstellung zu einem surjektiven Homomorphismus {\displaystyle C^{*}(G)\rightarrow C_{r}^{*}(G)} fort. Dieser ist im Allgemeinen nicht injektiv, obwohl die linksreguläre Darstellung von {\displaystyle L^{1}(G)} es ist. Man kann zeigen, dass dieser genau dann ein Isomorphismus ist, wenn die Gruppe mittelbar ist.
Die reduzierte Gruppen-C*-Algebra enthält nicht die volle Darstellungstheorie der Gruppe, sofern diese nicht mittelbar ist, wie das Beispiel {\displaystyle \mathbb {F} _{2}} der von zwei Elementen frei erzeugten Gruppe zeigt. {\displaystyle C^{*}(\mathbb {F} _{2})} besitzt viele endlichdimensionale Darstellungen, hingegen ist {\displaystyle C_{r}^{*}(\mathbb {F} _{2})} einfach und kann daher keine endlichdimensionalen Darstellungen besitzen.